# Acontias rieppeli
Acontias rieppeli — вид сцинкоподібних ящірок родини сцинкових (Scincidae). Ендемік Південно-Африканської Республіки. Вид названий на честь швейцарського зоолога Олівье Ріппеля.

## Поширення і екологія
Acontias rieppeli мешкають в горах Волькберг на території провінції Лімпопо. Вони живуть на трав'янистих луках, на висоті від 1600 до 2000 м над рівнем моря. Ведуть риючий спосіб життя. Є яйцеживородними.

## Збереження
МСОП класифікує цей вид як такий, що перебуває під загрозою зникнення. Acontias rieppeli загрожує знищення природного середовища.